# Saharon Shelah
Saharon Shelah (in ebraico שהרן שלח; Gerusalemme, 3 luglio 1945) è un matematico israeliano.
È professore all'università di Gerusalemme e anche all'università Rutgers del New Jersey (Stati Uniti). Si occupa in particolare di logica matematica, teoria dei modelli e teoria degli insiemi.
Al 2022, gli articoli scientifici che Shelah ha pubblicato sono più di 1000, e ha collaborato con più di 200 coautori.